# Тайн-енд-Вір
Тайн-енд-Вір, або Тайн-енд-Уїр (англ. Tyne and Wear, МФА /ˌtaɪn ən ˈwɪər/) — графство в Англії.
Населення 1 089 400 (Оцінка 2007  року)
Густота населення 2017
Площа 540.1